# Machimus stanfordae
Machimus stanfordae är en tvåvingeart som beskrevs av Martin 1975. Machimus stanfordae ingår i släktet Machimus och familjen rovflugor.
Artens utbredningsområde är Kalifornien. Inga underarter finns listade i Catalogue of Life.